# Libenice

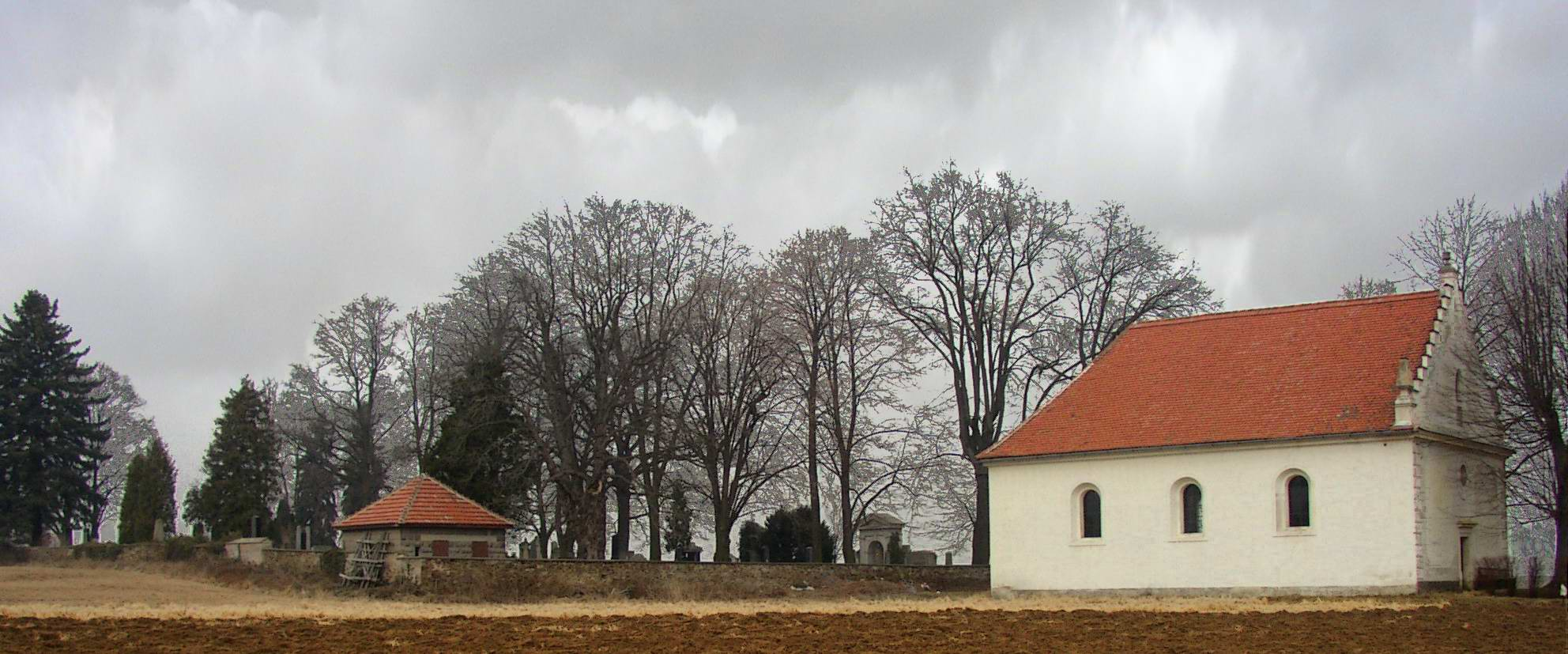
Friedhof und Evangelische Kirche

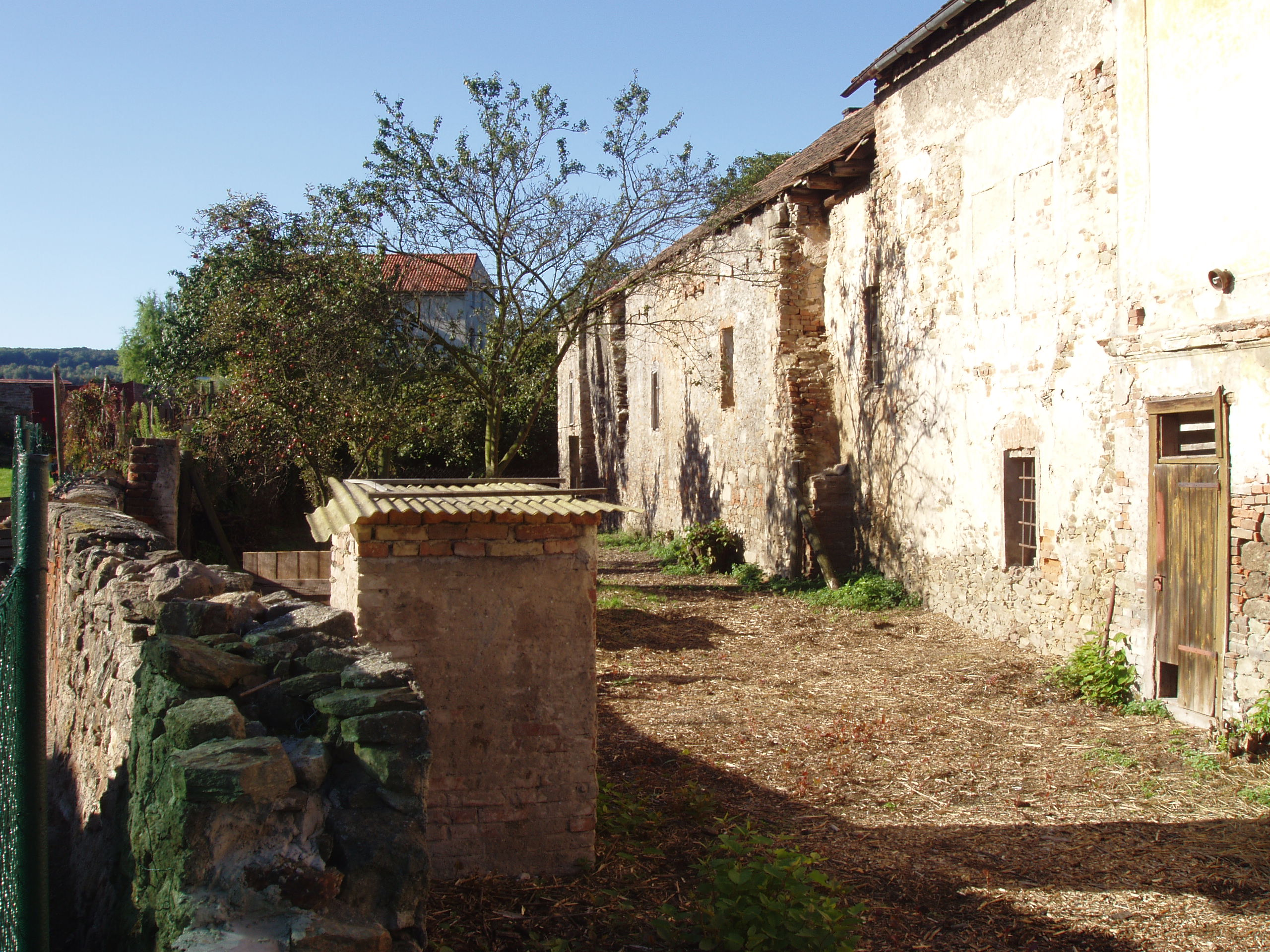
Feste Libenice

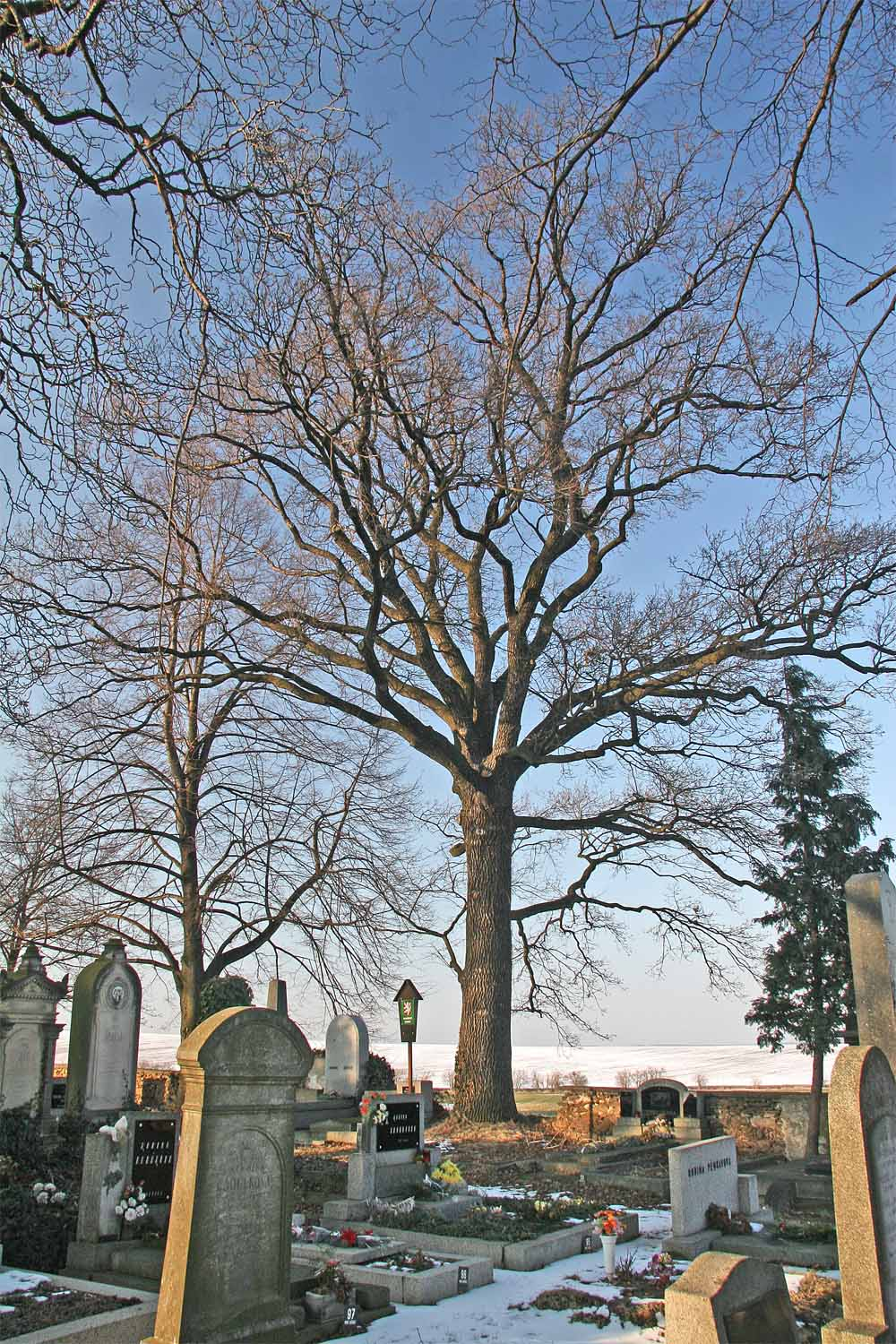
Libenitzer Eiche

Libenice (deutsch: Libenitz) ist eine Gemeinde in Tschechien. Sie liegt vier Kilometer nördlich des Stadtzentrums von Kutná Hora und gehört zum Okres Kolín.

## Geographie
Libenice befindet sich am Bach Hořanský potok auf der Kutnohorská plošina (Kuttenberger Hochfläche). Nördlich des Dorfes verläuft die Staatsstraße I/38 zwischen Kutná Hora und Kolín. Südöstlich erheben sich der Kaňk (353 m n.m.) und der Sukov (336 m n.m.), im Süden der Velký Kuklík (356 m n.m.) und der der Malý Kuklík (359 m n.m.).
Nachbarorte sind Tři Dvory im Norden, Starý Kolín und Mladý Hlízov im Nordosten, Skalka, Hlízov und Turkaňk im Osten, Kaňk im Südosten, Grunta im Süden, Hořany, Čertovka und Dolany im Südwesten, Červené Pečky und Nebovidy im Westen sowie Polepy, Hluboký Důl und Šťáralka im Nordwesten.

## Geschichte
Archäologische Funde belegen, dass die Gegend während der Hallstatt- und Latènezeit keltisch besiedelt war. Auf dem 1981 zwischen Libenice und Kaňk entdeckten keltischen Siedlungsplatz wurden u. a. zahlreiche Keramikfunde aus dem 5.–1. Jahrhundert gemacht. Zu den bedeutendsten Funden gehört ein Schmelzofen mit 10 kg Schlacke aus dem 2.–1. Jahrhundert v. Chr. mit Spuren von Pyrrhotin, Chalkopyrit, Sphalerit und Kupfer, die zugleich auch einen frühen Tiefbau auf dem Kaňk bezeugen. 1959 wurde nördlich des Dorfes ein längliches Areal mit dem Grab einer mit reichlich Bronzeschmuck bestatteten ca. 50-jährigen Frau sowie einer zwei Meter langen Steinstele aus gelblichen und ockerfarbenen doppelglimmerigen Migmalit mit Turmalin entdeckt, bei der es sich vermutlich um ein keltisches Heiligtum handelt; neuere Erkenntnisse der Archäologie deuten eher auf eine Viereckschanze hin. 1993 wurden in der Nähe dieser Anlage durch Raubgräber ca. zehn Körpergräber aus der Keltenzeit aufgefunden.
Die erste schriftliche Erwähnung des Dorfes und Hofes Ljubenice erfolgte 1142 als Besitz des Zisterzienserklosters Sedletz. In der Mitte des 13. Jahrhunderts wurde auf den Fluren von Libenice der Bergflecken Grunta angelegt. Im Jahre 1396 verkaufte das Kloster das Gut Libenice auf Lebenszeit an König Wenzel IV. 1422 verpfändete König Sigismund das Gut an die Erkinger von Seinsheim. Nachfolgende Pfandbesitzer des Gutes Libenice mit den Dörfern Bylany, Dolany und Všestáry waren ab 1437 Hanuš von Rychnov und von 1440 bis 1454 Hynek und Pavel von Zaloňov. König Ladislaus Jagiello verpfändete Libenice 1498 an Bohuš Kostka von Postupitz, 1499 an Jan Janovský von Soutice, danach an Jan von Práchňany und 1505 an Václav und Bohuslav Lorecký von Lkouš. Im Jahre 1524 kaufte Katharina von Lichtenburg das Gut, 1530 erbte es Johann d. Ä. Trčka von Lípa. Dieser verkaufte die Feste Libenice mit den Dörfern Libenice, Dolany und Grunta 1538 an Václav Popel von Vesec auf Suchdol. 1540 erwarb der Kuttenberger Patrizier Jindřich Smíškový von Vrchoviště das Gut und den Hof Libenice einschließlich des Dorfes Grunta. Er nahm seinen Sitz auf der Feste Libenice und nannte sich Libenický von Vrchoviště. Nach dessen Tode – Jindřich Libenický wurde 1540 in Kuttenberg von Jan Firšice von Nabdín erschlagen –  erbte 1550 sein Sohn Beneš Libenický das Gut, nach 1553 fiel es seinem zweitehelichen Sohn Jan Libenický zu.
1560 kaufte Jan Libenický die Ansprüche des Klosters Sedletz auf die Feste und das Dorf Libenice, das Dorf Grunta mit dem Kirchenpatronat sowie das Dorf Dolany für 100 Taler ab, 1567 wurde ihm das Gut in der Landtafel erblich zugeschrieben. Im Jahre 1567 kaufte Jan Libenický die Dörfer Němčice und Ohaře hinzu. Zwei Jahre später schloss er einen Vergleich mit dem Rat zu Kolín wegen der Anlegung eines Grabens zwischen seinem Teich bei Starý Kolín und dem Libenický rybník. 1580 erwarb er den Hrobský mlýn in Kolín und wenig später noch das Gut Jeníkov. Jan Libenický von Vrchoviště war verheiratet mit Anna Kamejská von Lstiboř und hatte zwei Söhne und zwei Töchter; er verstarb 1589 und wurde in der Kirche von Grunta beigesetzt. Die Brüder Vilém Všebor und Vratislav Libenický von Vrchoviště übernahmen die väterlichen Herrschaften Libenice und Jeníkov gemeinschaftlich; den Erbteil ihrer Mutter zahlten sie durch eine Mitgift von 1000 Schock Böhmische Groschen, die Mühle in Kolín, jährliche Einkünfte von 50 Schock Böhmische Groschen sowie einen großen Kmetenhof in Dolany mit Mobiliar und Vieh aus. 1591 verstarb Vilém Všebor ohne Nachkommen.
Im selben Jahre erwarb König Rudolf II. die Herrschaft Kolín und zeigte auch Interesse am Gut Libenice. Er löste 1593 das seit 1437 bestehende Pfand für 7500 Taler bei Vratislav Libenický ein und schlug das Gut mit den Dörfern Libenice, Grunta und Dolany der Kammerherrschaft Kolín zu. Zugleich erwarb er von Vratislav Libenický auch die Dörfer Němčice und Ohaře, die damit ebenfalls Teil der Kammerherrschaft wurden. Zu dieser Zeit bestand das Dorf Libenice aus der Feste, fünf Bauern, zehn Chalupnern und fünf Posedeken. Im Jahre 1611 überließ der neue König Matthias II. die Herrschaft Kolín Wenzel Graf Kinsky aus Dankbarkeit für die Unterstützung beim Sturz seines Bruders Rudolf II. Nicht inbegriffen war dabei Libenice, das Matthias II. seinem Hauptmann Martin Wilhein von Wustenow überschrieb. Nachdem Wenzel Graf Kinsky beim König in Ungnade gefallen war, kaufte Matthias II. im Jahre 1616 das Gut Libenice zurück und vereinigte es wieder mit der Herrschaft Kolín. In der Zeit nach der Schlacht am Weißen Berg übernahmen die Kuttenberger Jesuiten die Betreuung der Filialkirche in Grunta. 1628 wurde Libenice zusammen mit der Kammerherrschaft Kolín an die Kammerherrschaft Podiebrad angeschlossen. Im Jahre 1634 zerstörte ein vom Schaffer und Bergleuten aus Gang verursachter Brand die Feste mit der Scheune sowie drei Chaluppen.
In der berní rula von 1654 sind fünf Bauern, zehn Chalupner einschließlich des herrschaftlichen Kretschmers sowie fünf Häusler aufgeführt. Im Jahre 1713 bestand das Dorf aus fünf Anspannern (potažníci), zehn Chalupnern und fünf Häuslern. In den 1730er Jahren trafen sich in der Gegend Nichtkatholiken mit ausländischen Priestern zu heimlichen Gottesdiensten und häretischen Abendmahlen. Der Teich Libenický rybník wurde 1749 abgelassen und in Wiesenland umgewandelt, da er nur geringe Erträge erbrachte und durch Überflutung fortlaufend Schäden an den Grundstücken der Anrainer verursachte. 1762 wurde die Kirche der Jungfrau Maria in Grunta zur Filialkirche der Pfarrei Gang. Im Zuge der Raabisation wurde 1778 der Hof Libenice aufgehoben und seine Fluren parzelliert.
Auf der Grundlage des Josephinischen Toleranzpatents von 1781 bekannte sich der größte Teil der Bewohner zur Helvetischen Konfession. Da die Zahl der Gemeindeglieder zur Bildung einer eigenen Kirchgemeinde zu gering war, wurden sie dem helvetischen Pastorat in Močovice zugeordnet, die protestantischen Gottesdienste wurden durch Prediger aus umliegenden Gemeinden in Privathäusern in Libenice und Dolany abgehalten. Im Jahre 1786 standen in Libenice 54 Häuser. Im Jahre 1801 wurde in Libenice eine einklassige Schule für die Kinder aus Libenice, Grunta, Čertovka, Dolany und Malá Vysoká eröffnet; zuvor erfolgte der Unterricht in Gang. Nach der Bildung einer protestantischen Kirchgemeinde im Jahre 1826 erfolgte der Bau einer Kirche, die im September 1827 geweiht wurde. 1839 wurde das evangelische Pfarrhaus fertiggestellt. Der zweiklassige Unterricht wurde 1842 aufgenommen.
Im Jahre 1843 bestand das im Kauřimer Kreis gelegene Rustikal- und Dominikaldorf Libenitz aus 67 Häusern, in denen 486 Personen, darunter 31 protestantische und eine jüdische Familie lebten. Im Ort gab es eine Schule, ein Wirtshaus sowie eine protestantische Kirche mit Pfarrhaus. Zu Libenitz konskribiert war das einschichtige Wirtshaus Skalka. Katholischer Pfarrort war Gang, der Amtsort war Kaisersdorf. 1846 wurde mit finanzieller Unterstützung des Gustav-Adolf-Werkes der evangelische Friedhof angelegt. Bis zur Mitte des 19. Jahrhunderts blieb Libenitz der Herrschaft Kolin untertänig.
Nach der Aufhebung der Patrimonialherrschaften bildete Libenice ab 1849 mit dem Ortsteil Grunta eine Gemeinde im Gerichtsbezirk Kolin. In dieser Zeit beantragten die katholischen Einwohner der Dörfer Grunta, Čertovka, Dolany, Hořany und Libenice mehrmals erfolglos die Wiedererrichtung der Kirche in Grunta und Einrichtung einer katholischen Pfarrei. Im Jahre 1863 nahm eine evangelische Privatschule für die reformierten Kinder aus Libenice, Čertovka, Dolany, Hořany und Vysoká den Unterricht auf, in der öffentlichen Schule fand ab dieser Zeit wieder einklassiger Unterricht statt. Ab 1868 gehörte das Dorf zum Bezirk Kolin. 1869 hatte Libenice 487 Einwohner und bestand aus 72 Häusern. Die evangelische Privatschule erhielt 1876 das Recht zum öffentlichen Unterricht. Zwischen 1884 und 1885 wurde das öffentliche Schulhaus repariert und vergrößert; danach wurden die Schüler beider Schulen zusammen, teilweise auch in der evangelischen Schule, unterrichtet. Ab dem Schuljahr 1892/93 wurden wieder zwei Klassen gebildet, 1896 erfolgte ein erneuter Schulumbau. 1900 wurde die katholische Pfarrei Grunta errichtet. Im Jahre 1900 lebten in Libenice 608 Menschen, 1910 waren es 582. 1919 wurde die Bezirksstraße nach Kutná Hora an Schotterstraße angelegt, asphaltiert wurde sie erst 1966. Die evangelische Schule wurde 1921 wegen zu geringer Schülerzahl geschlossen. 1930 hatte Libenice 547 Einwohner und bestand aus 106 Häusern. Während der deutschen Besetzung Böhmens und Mährens landeten die Fallschirmspringer Rudolf Pernický und Leopold Musil am 21. Dezember 1944 wegen falscher Berechnung des Absprungortes bei Libenice anstatt bei Hlinsko. 1965 stellte auch die Dorfschule den Unterricht ein. 1986 wurde der Asteroid (4823) Libenice nach der Gemeinde benannt. Mit Beginn des Jahres 1992 löste sich Grunta von Libenice los und bildete eine eigene Gemeinde. Beim Zensus von 2001 lebten in den 114 Häusern von Libenice 260 Personen. Seit 2018 führt die Gemeinde ein Wappen und Banner; das goldene Einhorn entstammt dem Wappen der Libenický von Vrchoviště.

## Gemeindegliederung
Für die Gemeinde Libenice sind keine Ortsteile ausgewiesen. Zu Libenice gehört die Einschicht Skalka.

## Sehenswürdigkeiten
- Menhir auf dem Dorfplatz, er ist eine Nachbildung der im Heiligtum gefundenen Stele
- Feste Libenice: Eine Feste entstand wahrscheinlich zum Ende des 14. Jahrhunderts, 1401 wurde Martin von Soutice als Burggraf von Libenice erwähnt. 1574 ließ Jan Libenický von Vrchoviště die Feste durch den Kuttenberger Baumeister Gabriel erneuern, wegen des Baus kam es zwischen beiden zu Streit und Tätlichkeiten. Im Jahre 1634 brannte die Feste aus, letztmals erwähnt wurde sie 1646. Danach wurde der dreiflügelige Bau als Wirtschaftsgebäude genutzt.
- Evangelische Kirche, errichtet 1826–1827 am westlichen Ortsrand, bei der Kirche befindet sich der 1849 angelegte evangelische Friedhof
- Ehemalige evangelische Privatschule, sie wurde zwischen Mai und Oktober 1863 auf der Grundlage des Protestantenpatents errichtet und wurde 1876 zu einer öffentlichen Schule. 1921 wurde sie geschlossen.
- Ehemaliges evangelisches Pfarrhaus, erbaut 1839, heute wird es von der Kirchenverwaltung als Wohnhaus vermietet.
- Libenický dub, die ca. 200-jährige Sommereiche auf dem Friedhof hat eine Höhe von 22 m und einen Stammumfang von 2,9 m. Sie ist als Baumdenkmal geschützt.
- Nischenkapelle Mariä Himmelfahrt, sie entstand zum Ende des 18. Jahrhunderts und wurde 2014 restauriert.

## Söhne und Töchter der Gemeinde
- Josef Košín z Radostova (1832–1911), Jugendbuchautor